# Amerikansk sortspætte
Den amerikanske sortspætte (Dryocopus pileatus) er en meget stor spætte i ordenen af spættefugle. De lever i skovområder med store træer spredt ud over Canada, det østlige USA og dele af stillehavskysten.